# Delia penicillella
Delia penicillella är en tvåvingeart som beskrevs av Fan 1984. Delia penicillella ingår i släktet Delia och familjen blomsterflugor. Inga underarter finns listade i Catalogue of Life.